# Dryopteris saxifragi-varia
Dryopteris saxifragi-varia är en träjonväxtart som beskrevs av Takenoshin Nakai. Dryopteris saxifragi-varia ingår i släktet Dryopteris och familjen Dryopteridaceae. Inga underarter finns listade.